# Tremona
Tremona é uma comuna da Suíça, no Cantão Tessino, com cerca de 410 habitantes. Estende-se por uma área de 1,6 km², de densidade populacional de 256 hab/km². Confina com as seguintes comunas: Arzo, Besazio, Meride, Rancate, Riva San Vitale.
A língua oficial nesta comuna é o Italiano.